# Тирибокки, Симоне
Симо́не Тирибо́кки (итал. Simone Tiribocchi; 31 января 1978, Фьюмичино, Италия) — итальянский футболист, нападающий.

## Карьера
Симоне Тирибокки начал свою карьеру в клубе Серии С1 «Пистойезе», но не сумев закрепиться в основном составе, покинул клуб и перешёл в «Торино», за которое провёл 8 сезонов. После расторжения контракта с «Торино», Тирибокки успел поиграть за несколько клубов Серии В и С1.
Следующим серьёзным клубом Симоне был «Кьево», за которой он провёл 2 сезона и забил 12 голов.
В 2007 году «Лечче» объявил о приобретении Тирибокки. Симоне оправдал надежды болельщиков «Лечче», забив 2 гола в последнем матче Серии В, которые помогли клубу выйти в Серию А.
После успешного сезона в «Лечче» Симоне перебрался в «Аталанту», с которой подписал контракт до 2012 года.
30 августа 2012 года он перешел в команду «Про Верчелли», подписав двухлетний контракт. Дебютировал в лиге в третьем туре против «Ливорно» (1-2 в пользу тосканцев). Он реализовал свой первый гол с пьемонтами 22 сентября в игре «Про Верчелли» — «Асколи» (3-1).
31 января 2013 перешел в «Виченца». 2 февраля дебютировал в матче против «Юве Стабии», проиграв со счетом 1-2. Завершил сезон с командой в третьей серии и без единого гола в активе.
15 сентября 2013 года в матче «Виченце» — «Карраресе» (2-0) Симоне забил свой первый гол, играя за бело-красных. 2 октября он сделал дубль в Кубке Италии в дерби Лиги Про против «Виченца», одержав победу со счетом 3-1. 4 октября продлевает свой контракт до 2016 года.